# الدوري الإسباني الدرجة الخامسة
الدوري الإسباني الدرجة الخامسة أو الاتحاد الثالث أو القسم الثالث (بالإسبانية: Tercera Federación) هي المستوى الخامس من نظام دوري كرة القدم الإسباني منذ عام 2021. يتم تنظيمها من طرف الاتحاد الملكي الإسباني لكرة القدم، الذي استمدت اسمها منه. تأسست في عام 1929 كدرجة ثالثة، وانخفضت إلى المستويين الرابع والخامس في عامي 1977 و2021 على التوالي. وهي تقع بين مستويي الهواة والاحتراف لكرة القدم.